# Hannah Van Buren

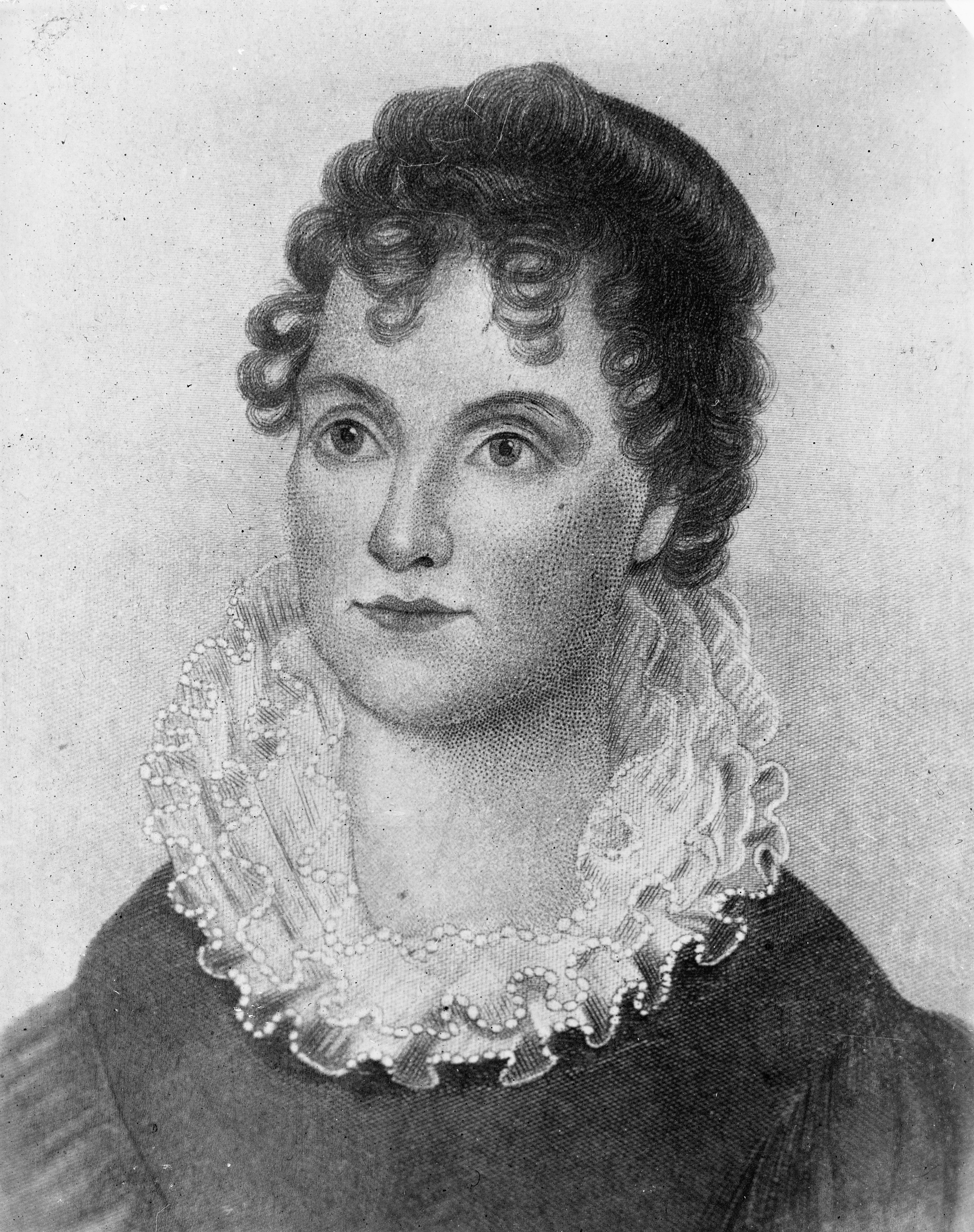
Hannah Van Buren

Hannah Van Buren (* 8. März 1783 in Kinderhook, New York; † 5. Februar 1819 in Albany; geb. Hoes) war von 1807 bis zu ihrem Tod im Jahr 1819 die Frau des späteren amerikanischen Präsidenten Martin Van Buren. Als sie starb, war Van Buren Abgeordneter im Senat von New York.
Van Buren entstammte einer Familie niederländischer Amerikaner. Ihre Eltern waren Johannes Dircksen Hoes (1753–1789) und Maria Quakenbush (1754–1852). Hannah wuchs zusammen mit ihrem zukünftigen Ehemann Martin, der als Sohn ihrer Großtante ein Onkel 2. Grades war, im noch stark holländisch geprägten Kinderhook auf, wo niederländisch gesprochen wurde. Sie heirateten am 22. Februar 1807 in Catskill, New York auf dem Landgut von Hannahs Schwager. Da sie Martin Van Buren in seiner erhaltenen Korrespondenz und Autobiographie so gut wie nicht erwähnte, ist über Hannah wenig bekannt.
Hannah und Martin van Buren hatten vier Kinder. Hannah starb an Tuberkulose im Alter von 35 Jahren. Hannah Van Buren wurde in Kinderhook begraben. Martin Van Buren heiratete nicht wieder und war einer der wenigen Präsidenten, die während ihrer Präsidentschaft unverheiratet waren.